# Friederike von Schlieben

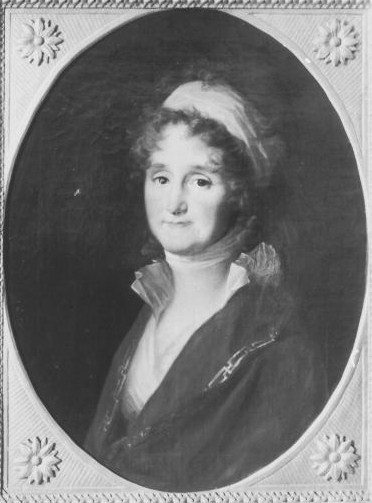
Friederike Amalie von Schlieben, Herzogin zu Schleswig-Holstein-Sonderburg-Beck (1800), gemalt von Johann Friedrich August Tischbein

Friederike Amalie Antonie Gräfin von Schlieben (* 28. Februar 1757 in Königsberg, Königreich Preußen; † 17. Dezember 1827 in Schleswig, Herzogtum Schleswig) war durch Heirat Herzogin von Schleswig-Holstein-Sonderburg-Beck. Sie war eine Vorfahrin der russischen Kaiserin Maria Fjodorowna und mehrerer dänischer Könige einschließlich der Königin Margarethe II.

## Herkunft, Leben und Nachkommen
Friederike von Schlieben wurde am 28. Februar 1757 in Königsberg geboren. Sie war die zweite und jüngste Tochter des preußischen Kriegsministers Karl Leopold Graf von Schlieben und seiner Ehefrau Marie Eleonore von Lehndorff.
Im Alter von 23 Jahren heiratete sie am 9. März 1780 in Königsberg Friedrich Karl Ludwig von Schleswig-Holstein-Sonderburg-Beck, den einzigen Sohn des Prinzen Karl Anton August von Schleswig-Holstein-Sonderburg-Beck und seiner Ehefrau Gräfin Charlotte zu Dohna-Schlodien. Ihr Ehemann war der letzte Herzog der Linie Schleswig-Holstein-Sonderburg-Beck.
Friederike und Friedrich Karl Ludwig von Schleswig-Holstein-Sonderburg-Beck hatten drei Kinder:
- Friederike (* 13. Dezember 1780; † 19. Januar 1862) ⚭ 1800 Samuel von Richthofen (1769–1808)
- Luise (* 28. September 1783; † 24. November 1803) ⚭ 1803 Friedrich Ferdinand von Anhalt-Köthen (1769–1830)
- Friedrich Wilhelm Paul Leopold (1785–1831) ⚭ 1810 Luise Karoline von Hessen-Kassel (1789–1867)

Am 23. Februar 1800 erlebte Herzogin Friederike Amalie die Hochzeit ihrer ältesten Tochter Friederike mit dem Freiherrn Samuel von Richthofen. Im selben Jahr wurde die Herzogin von Johann Friedrich August Tischbein gemalt; dieses Porträt ist Bestandteil der Sammlung des Museums Schloss Glücksburg. Im November 1803 starb ihre zweite Tochter, Luise, nur drei Monate nach ihrer Vermählung mit dem anhaltinischen Herzog Friedrich Ferdinand von Anhalt-Köthen.
Aus der 1810 geschlossenen Ehe ihres Sohnes Friedrich Wilhelm mit seiner Cousine Luise Karoline von Hessen-Kassel gingen zehn Kinder hervor, darunter der spätere dänische König Christian IX. Dieser wiederum war der Vater des dänischen Königs Friedrich VIII., des griechischen Königs Georg I., der englischen Königin Alexandra und der Prinzessin Dagmar von Dänemark, die durch ihre Heirat mit dem Zarewitsch Alexander III. Kaiserin von Russland wurde.
Friederike Amalie von Schleswig-Holstein-Sonderburg-Beck, seit 1816 verwitwet, starb am 17. Februar 1827 im Alter von 70 Jahren in Schleswig.